# 漢普頓 (喬治亞州)
漢普頓（英語：Hampton）是一個位於美國喬治亞州亨利縣的城市。

## 地理
漢普頓的座標為33°22′53″N 84°17′22″W / 33.38139°N 84.28944°W，而該地的平均海拔高度為269米（即883英尺）。

## 人口
根據2010年美國人口普查的數據，漢普頓的面積為14.65平方千米，當中陸地面積為14.53平方千米，而水域面積為0.12平方千米。當地共有人口6987人，而人口密度為每平方千米476.93人。